# Tamagoyaki
Le tamagoyaki (卵焼き/玉子焼き, littéralement « œufs cuits ») est une sorte d'omelette japonaise sucrée-salée, préparée avec une poêle rectangulaire appelée makiyaki nabe (en) (巻き焼き鍋, littéralement « poêle pour cuire des rouleaux ») ou tamagoyaki ki (卵焼き器/玉子焼き器, « récipient pour cuire des œufs »).
À l'aide de longues baguettes, au fur et à mesure de la cuisson, on ramène la pellicule de l'omelette déjà constituée sur l'un des bords de la poêle pour laisser les œufs s'étaler par fines lamelles successives et obtenir un rouleau, qu'on mettra en forme à l'aide d'un makisu avant de le débiter ensuite en tranches pour la présentation.

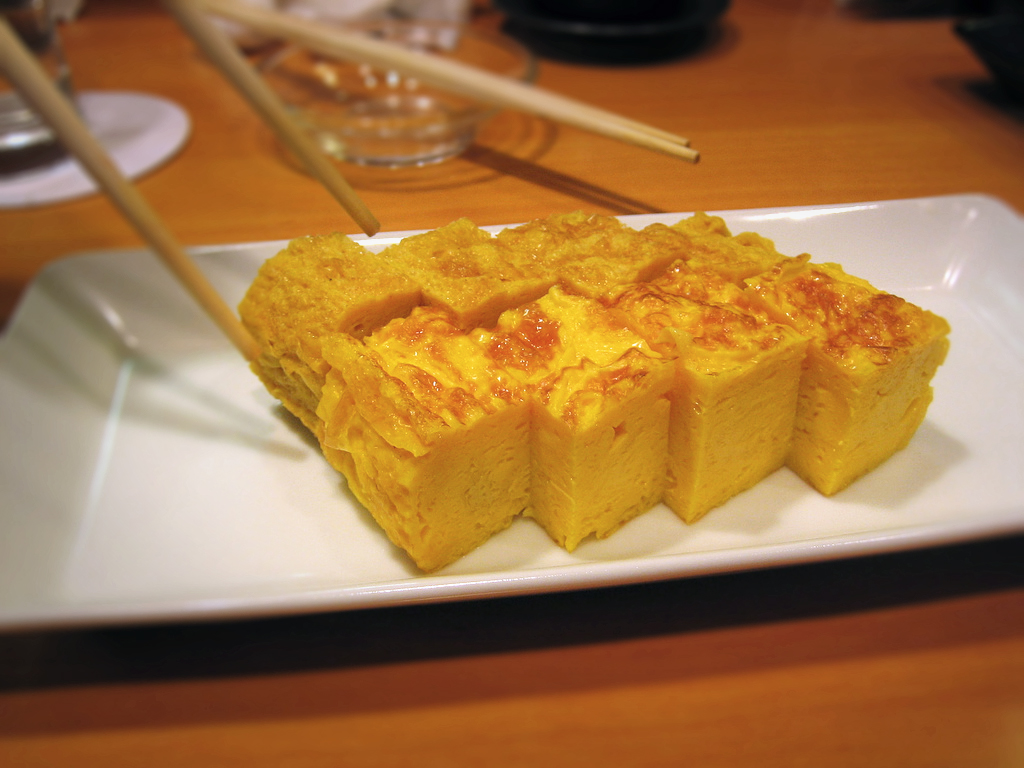
Avec une cuisson différente.
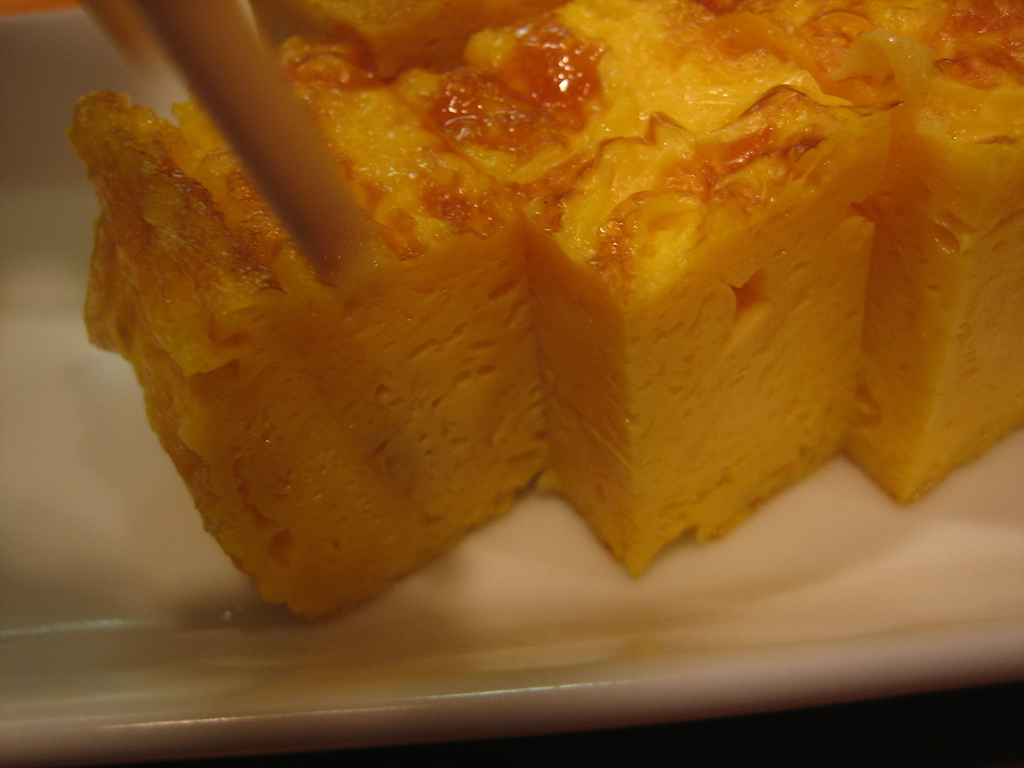
En gros plan.
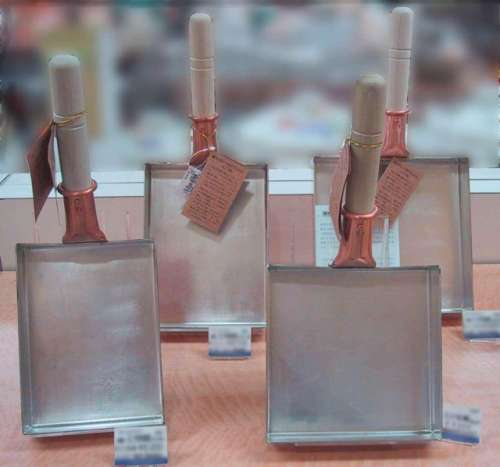
Tamagoyaki nabe.

Plat traditionnel de petit déjeuner, on le trouve fréquemment dans les bentō ou en sushi.
Cette recette contient souvent d'autres ingrédients : sauce de soja, mirin, dashi, algues, etc. Lorsqu'il est préparé avec du dashi, on parle de dashimaki tamago (だし巻き卵, lit. « œufs en rouleaux au dashi »).